# Zeltweg
Zeltweg este un oraș în Austria.